# 기러기 아빠 (영화)
"기러기 아빠"는 1970년 공개된 대한민국의 영화이다.

## 배역
- 신영균
- 윤정희
- 김진영

## 수상
- 1971년 제7회 백상예술대상
  - 영화부문 주제가상 - 박춘석(작곡) 이미자(노래)